# Ladislav Daniel
Ladislav Daniel (* 6. ledna 1950 Olomouc) je současný český historik umění, muzejní pracovník a vysokoškolský pedagog.

## Život
Ladislav Daniel je synem hudebního pedagoga prof. PhDr. Ladislava Daniela, CSc. (1922-2015). V letech 1968-1973 vystudoval dějiny umění na Univerzitě Palackého v Olomouci (prof. V. Zykmund, Z. Kudělka, F. Dvořák, R. Chadraba, A. Nádvorníková) a obhájil rigorózní práci: Cranachova kopie Boschova Posledního soudu (1974).
Od roku 1981 byl odborným a vědeckým pracovníkem Národní galerie v Praze, 1983-1984 vedoucím lektorského oddělení, 1985-2001 kurátorem italského, francouzského a španělského malířství 16.-18. století Sbírky starého umění NG, 1999-2001 kurátorem sbírky grafiky a kresby NG. V letech 1993-1994 zastával funkci ředitele Národní galerie v Praze. V letech 1987-1990 byl odborným asistentem dějin umění DAMU v Praze.
Byl spoluzakladatelem a vedoucím kurátorem Arcidiecézního muzea v Olomouci (1997-2000). Od roku 1998 působí na Katedře dějin umění FF UP Olomouc jako odborný asistent, od r. 2000 jako docent. V letech 2001–2013 vedl Katedru dějin umění Filozofické fakulty Univerzity Palackého v Olomouci, od r. 2011 je prorektorem UP pro zahraniční vztahy. Od roku 2002 členem vědecké rady FF UP a předseda oborové rady pro doktorské studium. R. 2003 byl jmenován profesorem. Od r. 2007 je členem oborové komise Historie v Grantové agentuře Akademie věd ČR, od r. 2012 je členem Vědecké rady Katolické teologické fakulty Univerzity Karlovy v Praze.

### Zahraniční působení
- 1989 fellow, Harvard University, Center for the Renaissance Studies, Florencie
- 2002 hostující profesor na Maison des Sciences de l´Homme v Paříži

### Ocenění
- 1997 Mellon Award, American Academy in Rome
- 1998 Rytíř Řádu za zásluhy o italskou republiku za badatelský přínos v oblasti italského umění
- 2003 cena rektorky UP Olomouc za nejlepší vědeckou monografii
- 2010 Zlatá medaile Univerzity Palackého v Olomouci Za zásluhy o rozvoj

### Veřejné funkce
- 1989-1993 redakční rada časopisu Estetická výchova
- 1990 člen Uměleckohistorické společnosti
- 1993-1994 člen správní rady České filharmonie
- 1996 člen výboru pro kulturní spolupráci při Italském kulturním institutu v Praze
- 2000-2006 člen komise pro restaurování Ministerstva kultury ČR

## Dílo
Zabývá se starým evropským, zejména italským uměním 16.-18. století a jeho vztahy s českým malířstvím, dějinami sběratelství umění v Čechách a na Moravě. Věnuje se teoretickým otázkám interpretace malířství a vztahu mezi starým a současným uměním. Je autorem četných výstav a katalogů.

### Publikace (výběr)
- Masterpieces of European Painting from the National Gallery in Prague, kat. NG, Tokyo 1987 (kat. hesla)
- Kotalík J (ed.), Národná galéria v Prahe I. Zbierka starého európského umenia. Zbierka starého českého umenia, Bratislava 1987 (kat. hesla)
- Francouzské a španělské malířství 17. a 18. století, in: Staré evropské umění. Šternberský palác. Sbírky Národní galerie v Praze, Praha 1988, s. 92-96
- Praga, Národní galerie, in: Los grandes museos históricos, Madrid 1995, s. 134-140
- Ladislav Daniel, O. Pujmanová, M. Togner, Olomoucká obrazárna I. Italské malířství 14.-18. století z olomouckých sbírek, Olomouc 1996
- M. Togner (ed.): Kroměřížská obrazárna. katalog sbírky Arcibiskupského zámku v Kroměříži, Kroměříž 1998 (něm., ang. 1999)
- Italské malířství 16.-18. století. Francouzské a španělské malířství 16.-18. století, in: Evropské malířství a sochařství od starověku do konce 18. století. Průvodce expozicí, Šternberský palác, Praha 1999
- V. Vlnas (ed.), Sláva barokní Čechie. Umění, kultura a společnost 17. a 18. století, kat. výst. NG Praha 2001 (kat. hesla)
- České malířství 17. a 18. století, italské obrazy a italští malíři v Čechách, in: Fejtová O a kol., Barokní Praha-Barokní Čechie 2004, s. 979-995
- Ladislav Daniel a kol., Italská renesance a baroko ve střední Evropě, Univerzita Palackého v Olomouci 2005
- Umění vidět umění. Úvod do interpretace obrazu. Olomouc, Univerzita Palackého, 2008
- Ladislav Daniel, Marek Perůtka, Milan Togner (eds.), Arcibiskupský zámek a zahrady v Kroměříži, Kroměříž 2009